# Hipopótamo (submarino)
El submarino Hipopótamo fue un prototipo de navío militar sumergible construido por el inventor guayaquileño José Rodríguez Labandera en 1837. Reconocido como el primer submarino construido en Latinoamérica.

## Historia
Los primeros planos del proyecto del submarino militar fueron creados en Perú, luego de varios años de planificación los documentos del navío fueron presentados al gobierno de Perú, quienes dieron autorización para la construcción del aparato que estaba provisto de artillería para hundir buques enemigos. Aunque el gobierno peruano dio la autorización no financio la construcción del submarino, lo cual no fue suficiente para iniciar la elaboración del sumergible.
El inventor guayaquileño regreso a su tierra natal, y en busca de socios que pudieran financiar su proyecto publicó propaganda en el periódico El Ecuatoriano del Guayas, con los fondos suficientes inicio el diseño de su submarino que lo bautizo con el nombre de El Hipopótamo. El submarino estuvo listo para ser echado a la mar en julio de 1838.
Durante su primer trayecto de prueba estuvieron presentes el Gobernador del Guayas el general Vicente González, un sinnúmeros de ciudadanos guayaquileños y la hazaña marítima fue cubierta por la prensa local El Ecuatoriano del Guayas.

## Características
Su casco fue construido en madera, con tablones calafateados e impermeabilizados con betún, y las juntas fueron hechas de cuero para impedir la entrada de agua. Tenía una hélice accionada por pedales de tracción humana, y el respiradero era un tubo que salía hasta la superficie apenas visible a simple vista.

## Trayecto
El primer intento de navegación submarina de América del sur fue el 18 de septiembre de 1838, el plan de navegación era partir desde la ciudad de Durán, navegaría por debajo de las aguas del Río Guayas y atracaría en Guayaquil. El Hipopótamo se sumergió, teniendo a bordo a José Rodríguez y a su ayudante José Quevedo.
El sumergible navegó 12 cuadras, hasta que el cambio de la marea y casi llegada de la noche y un desperfecto de uno de sus timones ocasionó que tengan que ser remolcados. Se cree que después de su primer viaje inaugural, El Hipopótamo tuvo dos intentos más, finalmente se varó en la orilla de Durán.